# Belén Casetta
Belén Adaluz Casetta (Mar del Plata, 26 de septiembre de 1994) es una corredora argentina especializada en los 3000 metros con obstáculos.
Tiene el récord nacional y sudamericano[cita requerida] en esa especialidad con una marca de 9:25.99.
En 2023 fue galardonada con el Premio Olimpia junto con Lionel Messi, como los mejores deportistas del año.

## Récord de competencia
| Representando a Argentina | Representando a Argentina       | Representando a Argentina | Representando a Argentina | Representando a Argentina | Representando a Argentina |
| ------------------------- | ------------------------------- | ------------------------- | ------------------------- | ------------------------- | ------------------------- |
| 2010                      | Campeonato Sudamericano Juvenil | Santiago, Chile           | 2.ª                       | 400 m con obstáculos      | 62.48                     |
| 2010                      | Juegos Olímpicos de la Juventud | Singapur                  | 12da                      | 400 m con obstáculos      | 64.58                     |
| 2011                      | Campeonato Sudamericano         | Buenos Aires, Argentina   | 6.ª                       | 400 m con obstáculos      | 61.60                     |
| 2011                      | Campeonato Sudamericano         | Buenos Aires, Argentina   | 4.ª                       | Relevo 4x400 m            | 3:52.52                   |
| 2011                      | Campeonato Mundial Juvenil      | Lille, Francia            | 10.ª                      | 2000 m con obstáculos     | 6:35.47                   |
| 2012                      | Campeonato Mundial Junior       | Barcelona, España         | 14.ª (h)                  | 3000 m con obstáculos     | 10:33.84                  |
| 2013                      | Campeonato Sudamericano         | Cartagena, Colombia       | 5.ª                       | 1500 m                    | 4:21.94                   |
| 2013                      | Campeonato Sudamericano         | Cartagena, Colombia       | 6.ª                       | 3000 m con obstáculos     | 10:51.85                  |
| 2015                      | Campeonato Sudamericano         | Lima, Perú                | 3.ª                       | 3000 m con obstáculos     | 9:57.1                    |
| 2015                      | Juegos Panamericanos            | Toronto, Canadá           | 7.ª                       | 3000 m con obstáculos     | 10:24.54                  |
| 2016                      | Campeonato Iberoamericano       | Río de Janeiro, Brasil    | 1.ª                       | 3000 m con obstáculos     | 9:42.93                   |
| 2016                      | Juegos Olímpicos                | Río de Janeiro, Brasil    | 45ra (h)                  | 3000 m con obstáculos     | 9:51.85                   |
| 2016                      | Campeonato Sudamericano Sub-23  | Lima, Perú                | 1.ª                       | 3000 m con obstáculos     | 10:05.30                  |
| 2017                      | Campeonato Sudamericano         | Asunción, Paraguay        | 2.ª                       | 5000 m                    | 16:26.32                  |
| 2017                      | Campeonato Sudamericano         | Asunción, Paraguay        | 1.ª                       | 3000 m con obstáculos     | 9:51.40                   |
| 2017                      | Campeonato Mundial              | Londres, Reino Unido      | 11ra                      | 3000 m con obstáculos     | 9:25.99                   |
| 2017                      | Universiade                     | Taipéi, Taiwán            | 6.ª                       | 3000 m con obstáculos     | 10:12.77                  |
| 2018                      | Campeonato Iberoamericano       | Trujillo, Perú            | 3.ª                       | 3000 m con obstáculos     | 10:07.20                  |
| 2019                      | Campeonato Sudamericano         | Lima, Perú                | 2.ª                       | 3000 m con obstáculos     | 10:04.54                  |
| 2019                      | Universiade                     | Nápoles, Italia           | 2.ª                       | 3000 m con obstáculos     | 9:43.05                   |
| 2019                      | Juegos Panamericanos            | Lima, Perú                | 3.ª                       | 3000 m con obstáculos     | 9:44.46                   |
| 2019                      | Campeonato Mundial              | Doha, Catar               | 29na (h)                  | 3000 m con obstáculos     | 9:45.07                   |
| 2021                      | Campeonato Sudamericano         | Guayaquil, Ecuador        | 3.ª                       | 3000 m con obstáculos     | 9:45.79                   |
| 2021                      | Juegos Olímpicos                | Tokio, Japón              |                           | 3000 m con obstáculos     | 9:52.89                   |
| 2022                      | Juegos Suramericanos            | Asunción, Paraguay        | 1.ª                       | 3000 m con obstáculos     | 10m23s28/100              |
| 2023                      | Juegos Panamericanos            | Santiago, Chile           | 1.ª                       | 3000 m con obstáculos     | 9:39.47                   |

## Récords personales
Exterior
- 1500 metros - 4:19.21 (Fresno State Estados Unidos 2017)
- 3000 metros - 9:36.60 (Mar del Plata 2013)
- 3000 metros con obstáculos - 9:25,99 (Londres 2017)
- 5000 metros - 16:23:61 (Mar del Plata 2016)
- 10 km - 35:17 (Mar del Plata 2016)